# 天主教德國軍中教長區
天主教德國軍中教長區（拉丁語：Ordinariatus Militaris Germaniae）是天主教會在德國的軍中教長區，直屬聖座，負責牧養信奉天主教的德國軍人及其家眷。
教長區座堂位於首都柏林。2004年有97個堂區、73名司鐸。現任教長為法蘭茲-若瑟·奧弗貝克。
1868年普魯士成立了軍中代牧區。1918年被撤銷，1933年7月20日恢復，但直到1938年才派出主教。1945年代牧區又被撤銷，至1956年恢復。代牧區在1986年7月21日被升為教長區。